# Arfons
Arfons (occitanisch: Arfonts) ist eine südfranzösische Gemeinde mit 178 Einwohnern (Stand: 1. Januar 2022) im Département Tarn in der Region Okzitanien (zuvor Midi-Pyrénées). Die Gemeinde gehört zum Arrondissement Castres und ist Mitglied im Gemeindeverband Communauté de communes Aux sources du Canal du Midi. Die Bewohner werden Arfontais und Arfontaises genannt.

## Geografie

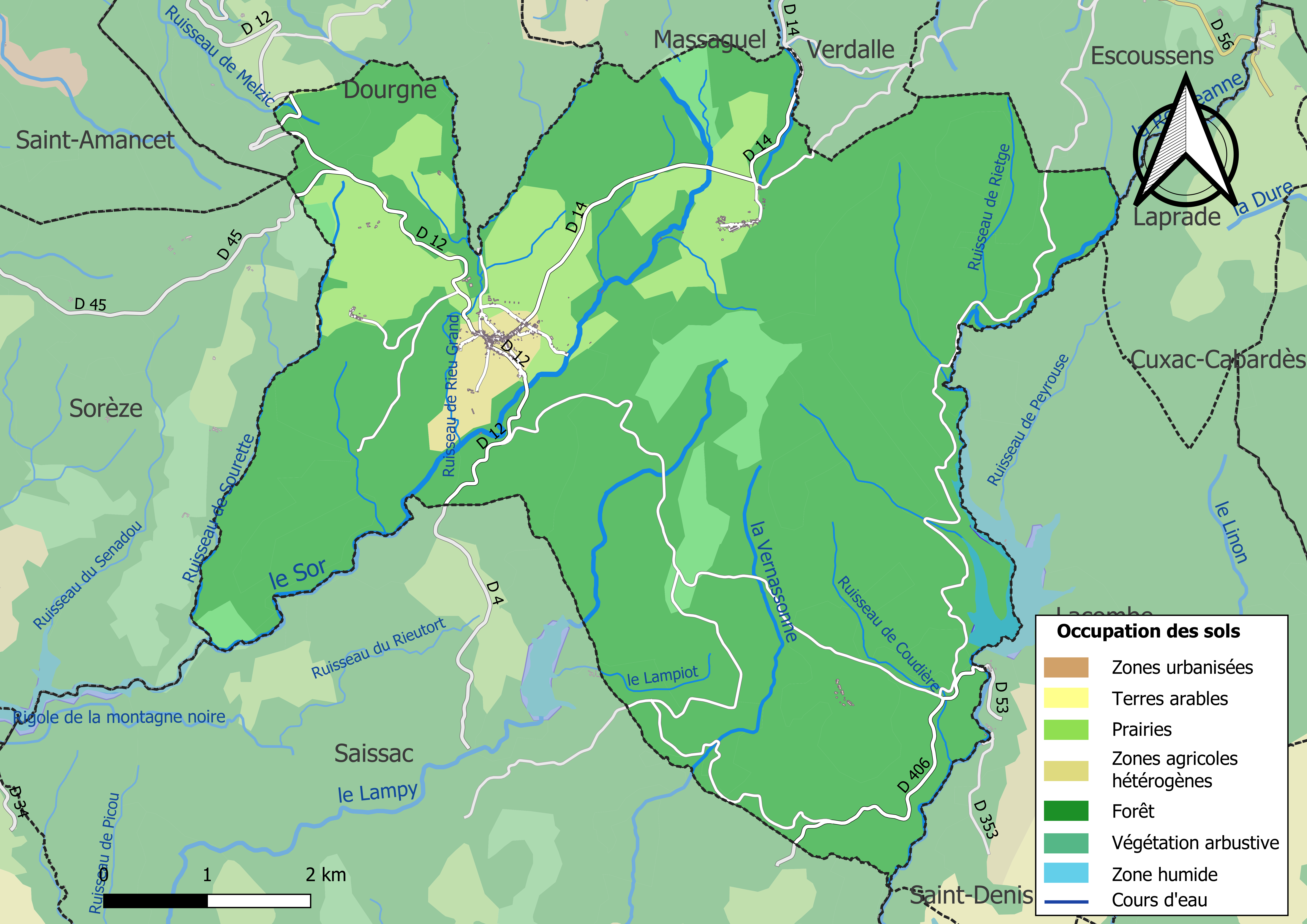
Bodennutzung, Hydrografie und Infrastruktur der Gemeinde (2018)

Arfons befindet sich in der historischen Landschaft des Lauragais am südlichen Rand des Départements an der Grenze zum benachbarten Département Aude, etwa 29 Kilometer nordnordwestlich von Carcassonne und etwa 61 Kilometer ostsüdöstlich von Toulouse. Zur Gemeinde gehören auch die beiden Weiler Les Bastouls und Les Escudiés. Arfons liegt im Regionalen Naturpark Haut-Languedoc im Herzen der Montagne Noire. Das Zentrum von Arfons liegt auf etwa 660 m, das Gelände steigt im Nordosten bis auf 921 m an.
Das Gebiet befindet sich im Einzugsgebiet der Garonne und teilweise der Rhone und wird vom Sor, der Rougeanne, dem Lampy, der Vernassonne, dem Sant, dem Ruisseau de Sourette, dem Ruisseau du Melzic, dem Lampiot, dem Rec Prastié, dem Ruisseau de Condière, dem Ruisseau de la Fontaine des Vaquiès, dem Ruisseau de Peyreblanque, dem Ruisseau de Peyrouse, dem Ruisseau de Rietge und von verschiedenen kleineren Bächen entwässert. Der Sor entspringt im Norden von Arfons und durchquert das Gebiet in südwestlicher Richtung. Der Lampy, die Vernassonne und der Sant entspringen ebenfalls auf dem Gemeindegebiet, die Rougeanne begrenzt es im Osten.
Das Gebiet von Arfons ist Teil von vier ZNIEFF-Naturzonen. Etwa 87 % der Fläche der Gemeinde sind bewaldet oder naturbelassen, etwa 12 % werden landwirtschaftlich genutzt.
Umgeben wird Arfons von den neun Nachbargemeinden:
| Dourgne | Massaguel Verdalle                          | Escoussens Laprade (Aude)            |
| Sorèze  | Kompassrose, die auf Nachbargemeinden zeigt | Lacombe (Aude)                       |
|         | Saissac (Aude)                              | Saint-Denis (Aude) (Berührungspunkt) |

## Geschichte
Zur Geschichte des Ortes liegen nur wenige Informationen vor: Im Jahr 1150 erbauten die Ritter vom Orden des hl. Johannes von Jerusalem eine Burg, ein Hospital und eine kleine Kapelle, die zur Keimzelle des Ortes wurden. Zeitweise war die wald- und wasserreiche Gegend Rückzugsgebiet von Räuberbanden. Im 17. Jahrhundert soll Pierre-Paul Riquet, der Planer und Erbauer des Canal du Midi, hier die Idee zur Wasserversorgung des Kanals mit Hilfe von Staubecken und Kanälen (rigoles) gehabt haben.

## Bevölkerungsentwicklung
| Arfons: Einwohnerzahlen von 1793 bis 2020                                                                                  | Arfons: Einwohnerzahlen von 1793 bis 2020 | Arfons: Einwohnerzahlen von 1793 bis 2020 | Arfons: Einwohnerzahlen von 1793 bis 2020 | Arfons: Einwohnerzahlen von 1793 bis 2020 |
| --- | ----------------------------------------- | ----------------------------------------- | ----------------------------------------- | ----------------------------------------- |
| Jahr |                                           |                                           |                                           | Einwohner                                 |
| 1793 | 1793                                      |                                           | 1.183                                     | 1.183                                     |
| 1800 | 1800                                      |                                           | 1.329                                     | 1.329                                     |
| 1806 | 1806                                      |                                           | 1.226                                     | 1.226                                     |
| 1821 | 1821                                      |                                           | 1.251                                     | 1.251                                     |
| 1831 | 1831                                      |                                           | 1.387                                     | 1.387                                     |
| 1836 | 1836                                      |                                           | 1.400                                     | 1.400                                     |
| 1841 | 1841                                      |                                           | 1.446                                     | 1.446                                     |
| 1846 | 1846                                      |                                           | 1.497                                     | 1.497                                     |
| 1851 | 1851                                      |                                           | 1.466                                     | 1.466                                     |
| 1856 | 1856                                      |                                           | 1.341                                     | 1.341                                     |
| 1861 | 1861                                      |                                           | 1.304                                     | 1.304                                     |
| 1866 | 1866                                      |                                           | 1.292                                     | 1.292                                     |
| 1872 | 1872                                      |                                           | 1.205                                     | 1.205                                     |
| 1876 | 1876                                      |                                           | 1.162                                     | 1.162                                     |
| 1881 | 1881                                      |                                           | 1.081                                     | 1.081                                     |
| 1886 | 1886                                      |                                           | 1.081                                     | 1.081                                     |
| 1891 | 1891                                      |                                           | 1.036                                     | 1.036                                     |
| 1896 | 1896                                      |                                           | 964                                       | 964                                       |
| 1901 | 1901                                      |                                           | 867                                       | 867                                       |
| 1906 | 1906                                      |                                           | 838                                       | 838                                       |
| 1911 | 1911                                      |                                           | 802                                       | 802                                       |
| 1921 | 1921                                      |                                           | 632                                       | 632                                       |
| 1926 | 1926                                      |                                           | 558                                       | 558                                       |
| 1931 | 1931                                      |                                           | 492                                       | 492                                       |
| 1936 | 1936                                      |                                           | 454                                       | 454                                       |
| 1946 | 1946                                      |                                           | 466                                       | 466                                       |
| 1954 | 1954                                      |                                           | 411                                       | 411                                       |
| 1962 | 1962                                      |                                           | 340                                       | 340                                       |
| 1968 | 1968                                      |                                           | 420                                       | 420                                       |
| 1975 | 1975                                      |                                           | 212                                       | 212                                       |
| 1982 | 1982                                      |                                           | 179                                       | 179                                       |
| 1990 | 1990                                      |                                           | 177                                       | 177                                       |
| 1999 | 1999                                      |                                           | 176                                       | 176                                       |
| 2006 | 2006                                      |                                           | 185                                       | 185                                       |
| 2013 | 2013                                      |                                           | 177                                       | 177                                       |
| 2020 | 2020                                      |                                           | 167                                       | 167                                       |
| Quelle(n): EHESS/Cassini bis 1999, INSEE ab 2006 Anmerkung(en): Ab 1962 offizielle Zahlen ohne Einwohner mit Zweitwohnsitz |                                           |                                           |                                           |                                           |

In der ersten Hälfte des 19. Jahrhunderts hatte der Ort beständig zwischen 1300 und 1500 Einwohner; danach sank die Zahl der Einwohner kontinuierlich ab.

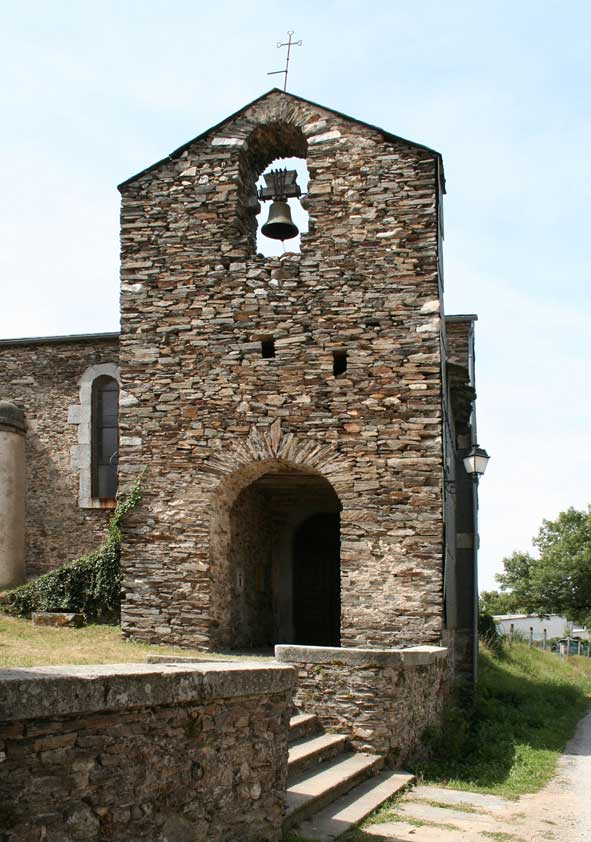
Kirche Notre-Dame du Rosaire in Les Escudiés

## Sehenswürdigkeiten
- Im Weiler Les Escudiés steht eine kleine Pfarrkirche (Église Notre-Dame du Rosaire), die noch aus der Zeit des Ritterordens stammen soll und deren Außenmauern zum Teil in Trockenmauerwerkstechnik errichtet sind. Über einem Portalvorbau auf der Nordseite erhebt sich ein einfacher Glockengiebel (clocher-mur). Lediglich die Fenstereinfassungen sind aus exakt behauenem hellem Sandstein gefertigt. Im Innern ist die Kirche von einem hölzernen Dachstuhl gedeckt.
- Die ältesten Komponenten der Pfarrkirche Saint-Jean-Baptiste im Zentrum datieren aus dem Ende des 15. oder dem Beginn des 16. Jahrhunderts. Insbesondere in den Seitenkapellen sind Schildbögen, eine Fensteröffnung mit Maßwerk und skulptierte Sockel aus dieser Zeit erhalten geblieben. Der Überlieferung nach erlitt die Kirche während der Hugenottenkriege schwere Zerstörungen. Zumindest ein Teil davon wurde im 17. Jahrhundert wieder aufgebaut: das Eingangsportal, das auf dem Schlussstein des Bogens die Jahreszahl 1684 trägt, und wahrscheinlich der Glockenturm. Die Kirche wurde in den 1820er und 1870er Jahren weitgehend umgebaut, insbesondere das gesamte Kreuzgratgewölbe des Langhauses.
- Mehrere Wohnhäuser der Gemeinde sind in derselben Technik aus unbehauenen Steinplatten unterschiedlicher Größe und Stärke (lauzes) errichtet. Einige wurden in späterer Zeit verputzt.
- Über dem Eingang eines Hauses befindet sich eine Nische mit einer Statue (La Toustone), die von einigen für eine heidnische (Mutter-)Göttin, von anderen für ein stark abgenutztes Bildnis Mariens gehalten wird.
- An einem anderen Haus ist tatsächlich eine ins späte Mittelalter datierte Muttergottesstatue angebracht.
- Die Wasserentnahme Alzeau an der Grenze zur Nachbargemeinde Lacombe ist der Anfangspunkt der Rigole de la montagne, die im weiteren Verlauf den Canal du Midi speist. Sie wurde im 17. Jahrhundert errichtet und ist seit 1998 als Monument historique eingeschrieben. Gleiches gilt für die Chaussée de Coudières, einen Probekanal, der zeigen sollte, ob die Rougeanne genügend Durchfluss aufweist. Er wurde vor der Wasserentnahme Alzeau errichtet und ist heute teilweise zerstört.

## Wirtschaft
Anders als in den meisten Orten des Lauragais spielte der Anbau von Färberwaid (pastel) im Mittelalter und in der frühen Neuzeit wegen der Höhenlage des Ortes und seiner waldreichen Umgebung kaum eine Rolle. Heute lebt Arfons in hohem Maße vom Tourismus (Wandern, Ferienwohnungen). Auf dem Gemeindegebiet wurden sowohl ein Windpark als auch eine Photovoltaikanlage installiert.

## Verkehr
Arfons ist nicht direkt an eine größere Verkehrsachse angebunden. Die nachrangigen Departementsstraßen 12 und 14 stellen Verbindungen der Weiler innerhalb der Gemeinde und zu Nachbargemeinden her.